# Thomas Culpepper
Thomas Culpepper (1514 — Tyburn, 10 de dezembro de 1541) foi um cortesão na corte de Henrique VIII e executado por traição ao monarca. Culpepper era filho de Alexander Culpepper e sua segunda esposa, Constance. Tinha um irmão mais velho, junto do qual era famoso na corte por colecionar objetos valiosos.
A família Culpepper teve um breve favorecimento durante o reinado de uma de suas primas, Ana Bolena, e Thomas é particularmente conhecido pelo seu relacionamento amoroso com Catarina Howard, quinta esposa de Henrique VIII. Este caso amoroso foi responsável por sua queda e execução.